# フィンランド・フェスティヴァルズ
フィンランド・フェスティヴァルズは、フィンランド国内で行われる様々な文化的催しを支援するために、1968年首都ヘルシンキに設立された協力組織である。観光業の一環として、ロビー活動やマーケティング、PR、フィンランドの文化に関する教育などを担っている。
組織には、2008年現在80ものイベントが登録されており、毎年多くの聴衆を獲得している。主に音楽の部門のフェスティヴァルが多いが、演劇や映画、視覚芸術など、その分野は多岐に渡る。

## 正式登録イベント一覧

### マルチアート・フェスティヴァル部門
- フェイシズ・エトノフェスティヴァル (Faces EtnoFestival)
- 労働者音楽祭 (Festival of Workers' Music)
- ヘルシンキ・フェスティヴァル (Helsinki Festival)
- ホーリーヒル音楽祭 (Holy Hill Music Festival)
- ユヴァスキュラ芸術祭 (Jyväskylä Arts Festival)
- コトカ・マリタイム・フェスティヴァル (Kotka Maritime Festival)
- ユタヤイセット「深夜の太陽」 (Midnight Sun Jutajaiset)
- オリヴェシ・サマーフェスティヴァル (Oriveden Suvi)
- シュスメ・サマーサウンズ (Sysmä Summer Sounds)
- ワールド・ヴィレッジ・フェスティヴァル (World Village Festival)

### コンサートおよび声楽部門
- アバンティ! サマーサウンズ (Avanti! Summer Sounds)
- エスポー国際ピアノフェスティヴァル (Espoo International Piano Festival)
- イルマヨキ・ミュージック・フェスティバル (Ilmajoki Music Festival)
- エスポー国際合唱祭 (International Choral Espoo)
- ヤルヴェンパー・シベリウス・フェスティヴァル (Järvenpää Sibelius Festival)
- カンガスニエミ音楽祭 (Kangasniemi Music Festival)
- コッコラ・ウィンター・アコーディオン (Kokkola Winter Accordeon)
- ラハティ・オルガン・フェスティヴァル (Lahti Organ Festival)
- ラハティ・シベリウス・フェスティヴァル (Lahti Sibelius Festival)
- リエクサ・ブラス・ウィーク (Lahti Sibelius Festival)
- ラウヤ・テナー・フェスティヴァル (Lohja Tenor Festival)
- ミッケリ音楽祭 (Mikkeli Music Festival)
- ムジカ・ノヴァ・ヘルシンキ (Musica nova Helsinki)
- オルガン・ナイト＆アリア (Organ Night and Aria Festival)
- オウライネン音楽週間 (Oulainen Music Week)
- サヴォンリンナ・オペラ・フェスティバル (Savonlinna Opera Festival)
- スオムッサルミ音楽祭 (Suomussalmi Music Festival)
- タンペレ・ビエンナーレ (Tampere Biennale)
- タンペレ声楽祭 (Tampere Vocal Music Festival)
- タイム・オブ・ミュージック (Time of Music)
- トゥルク音楽祭 (Turku Music Festival'
- ヴァーサ・コーラス・フェスティバル (Vaasa Choir Festival)
- ヴァンター・バロック (Vantaa Baroque)

### 民族音楽・民俗舞踊部門
- スペリット (Eteläpohjalaiset Spelit)
- ハーパヴェシ民俗音楽祭 (Haapavesi Folk)
- 国際ロマ音楽祭 (International Roma Music Festival)
- カウスティネン民俗音楽祭 (Kaustinen Folk Music Festival)
- キハウス民俗音楽祭 (Kihaus Folk Music Festival)
- 国際スキッフル音楽祭 (Kihveli Soikoon – Skiffle Music Festival)
- キュメンラークソ民俗芸能・音楽祭 (Kymenlaakso Folk Art and Music Festival, Miehikkälä)
- ピスパラ・ショティッシュ ( Pispala Schottische's Dance Mania)
- プロヴィンッシ・ロック (Provinssirock)
- サタ=ハメ・ソイ・アコーディオン・フェスティヴァル (Sata-Häme Soi Accordion Festival)
- セウラサーリ夏至祭 (Seurasaari Midsummer Bonfires)

### 室内楽部門
- トゥースラ湖室内楽祭 (Chamber Music by Lake Tuusula)
- エケネス・サマーコンサート (Ekenäs Summer Concerts)
- イィッティ音楽祭 (Iitti Music Festival)
- ヨロシネン・ミュージック・デイズ (Joroinen Music Days)
- カトリナ・フェスティヴァル (Katrina Festival)
- キミト島ミュージック・フェスティバル (Kimito Island Music Festival)
- コルスホルム音楽祭 (Korsholm Music Festival)
- クフモ室内楽音楽祭 (Kuhmo Chamber Music Festival)
- ロヴィーサ・シベリウス・フェスティヴァル (Loviisa Sibelius Festival)
- ミュージック・バイ・ザ・シー (Music by the Sea)
- メンッテ・ミュージック・フェスティバル (Mänttä Music Festival)
- ナーンタリ音楽祭 (Naantali Music Festival)
- オウル音楽祭 (Oulu Music Festival)
- オウルンサロ音楽祭 (Oulunsalo Music Festival)
- ラウマ・フェスティボ音楽祭 (Rauma Festivo Music festival)
- リーヒマキ・サマーコンサート (Riihimäki Summer Concerts)

### ジャズ部門
- エイプリル・ジャズ (April Jazz Espoo)
- バルティック・ジャズ (Baltic Jazz)
- イマトラ・ビッグバンド・フェスティヴァル (Imatra Big Band Festival)
- ジャズ・オン・ザ・ビーチ (Jazz on the Beach)
- カロットジャズ&ブルース・フェスティヴァル (Kalottjazz&Blues Festival)
- ケイテレ・ジャズ (Keitelejazz)
- レイクサイド・ブルース・フェスティバル（プイスト・ブルース） (Lakeside Blues Festival)
- ポリ・ジャズ (Pori Jazz)
- タンペレ・ジャズ・ハプニング (Tampere Jazz Happening)
- トゥルク・ジャズ (Turku Jazz Festival)

### ダンス、演劇、文学部門
- アマチュア・ドラマティックス・フェスティヴァル (Amateur Dramatics Festival)
- フルムーン・ダンス・フェスティヴァル (Full Moon Dance Festival)
- キヴィ・フェスティヴァル (Kivi Festival)
- クオピオ・ダンス・フェスティヴァル (Kuopio Dance Festival)
- ペンティンクルマ・デイズ (Pentinkulma Days)
- タンペレ演劇祭 (Tampere Theatre Festival)
- トマト!トマト!コメディ・フェスティバル (Tomatoes! Tomatoes! Comedy Festival)
- ワーズ・アンド・ミュージック (Words and Music in Kajaani)
- タンペレ・ダンス・カレント・現代舞踊フェスティバル (Tampere Dance Current contemporary dance festival)

### 視覚芸術部門
- メンッテ芸術祭 (Mänttä Art Festival)
- サルメラ・アートセンター (Salmela Art Centre)

### 「子供のためのフェスティヴァル」部門
- チルドレンズ・ソング・シティ (Children´s Song City)
- 子供のためのヒッパロット芸術祭 (Hippalot Arts Festival for Children)
- 国際児童演劇祭 (International Children's Theatre Festival)
- 子供のための劇場フェスティバル (Oulu Children's Theatre Festival)
- ヴェカラ=ヴァルカウス・チルドレンズ・サマーフェスティヴァル (Vekara-Varkaus Children's Summer Festival)